# Yulianna Avdeeva
Yulianna Avdéieva (Moscú, Rusia, 3 de julio de 1985) es una pianista rusa. Se hizo famosa al ganar el primer premio de la XVI edición del Concurso Internacional de Piano Frédéric Chopin, siendo la primera mujer que lo gana desde Martha Argerich, en 1965.

## Estudios
Yulianna Avdéieva comenzó sus estudios a la edad de 5 años en el Gnessin Special Music College de Moscú y continuó trabajando con su primera profesora Elena Ivanova hasta el año 2003. Después de graduarse, decidió estudiar bajo las enseñanzas del profesor Konstantín Scherbakov en la Zuercher Hochschule der Kuenste - al mismo tiempo también continuó estudiando en Moscú en la Escuela Estatal de Música Gnessin con el profesor Vladímir Tropp. De 2006 a 2009, ha estado trabajando como asistente de Konstantín Scherbakov. 

Desde 2008 Yulianna Avdéieva estudia en la prestigiosa Academia Internacional de piano Lake Como.
También ha dado conciertos en prestigiosas salas de Moscú y es otras muchas ciudades de Rusia, así como en unos veinte países, incluyendo Austria, Reino Unido, Estados Unidos, Francia, Alemania, Israel, Bélgica, Japón, Grecia e Italia, y en salas tan importantes como la Bösendorfer-Saal en Viena y el Barbican Centre de Londres.
Las interpretaciones de Yulianna Avdéieva han sido grabadas en CD y a menudo son retransmitidas por la radio y televisión rusas.

## Premios
- 2003 - Bremen Piano Competition (Bremen) - 2.º Premio.
- 2005 - Kurt Leimer Piano Competition (Zúrich) - 3.er Premio.
- 2006 - 61.ª Geneva International Music Competition (Ginebra) - 2.º Premio.
- 2007 - 7º Concurso International de Piano Ignacy Jan Paderewski (Bydgoszcz) - 2.º Premio.
- 2010 - 16º Concurso Internacional de Piano Frédéric Chopin (Varsovia) - 1.er Premio y Premio especial Krystian Zimerman a la mejor interpretación de una sonata.

## Discografía
- Chopin. Piano Concerto E minor, Sonata in B flat minor, Mazurkas (The Fryderyk Chopin Institute, 2010) con Antoni Wit y la Orquesta Filarmónica Nacional de Varsovia
- Chopin. Piano Concertos 1&2 (The Fryderyk Chopin Institute, 2013) con Frans Brüggen y la Orchestra of the Eighteenth Century
- Schubert. Prokofiev. Chopin (Mirare, 2014)
- Chopin. Mozart. Liszt (Mirare, 2016)
- Johann Sebastian Bach (Mirare, 2017)
- Mieczyslaw Weinberg (Deutsche Grammophon, 2019) con Gidon Kremer y Giedre Dirvanauskaite